# St. Michael (Zell)

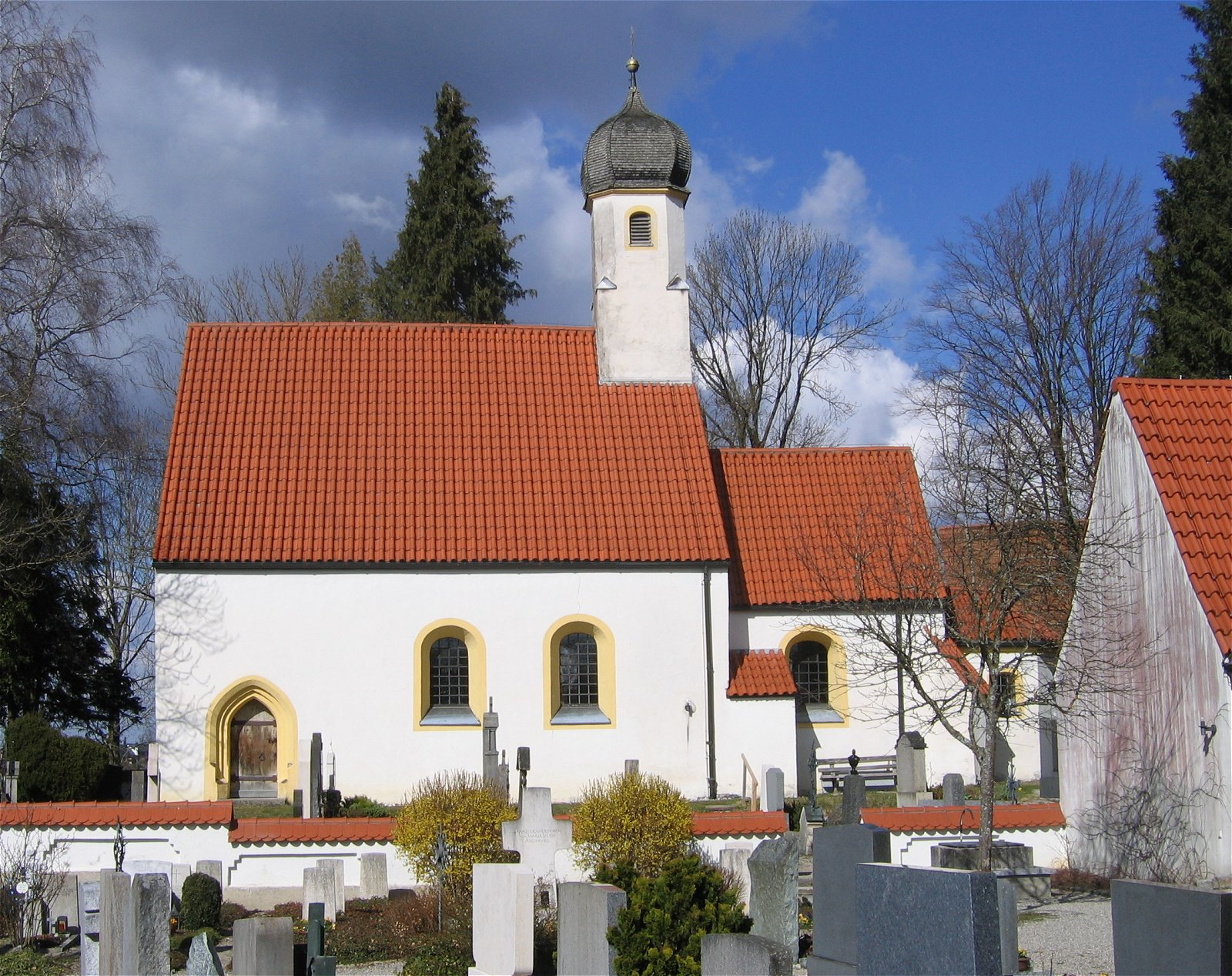
St. Michael in Zell

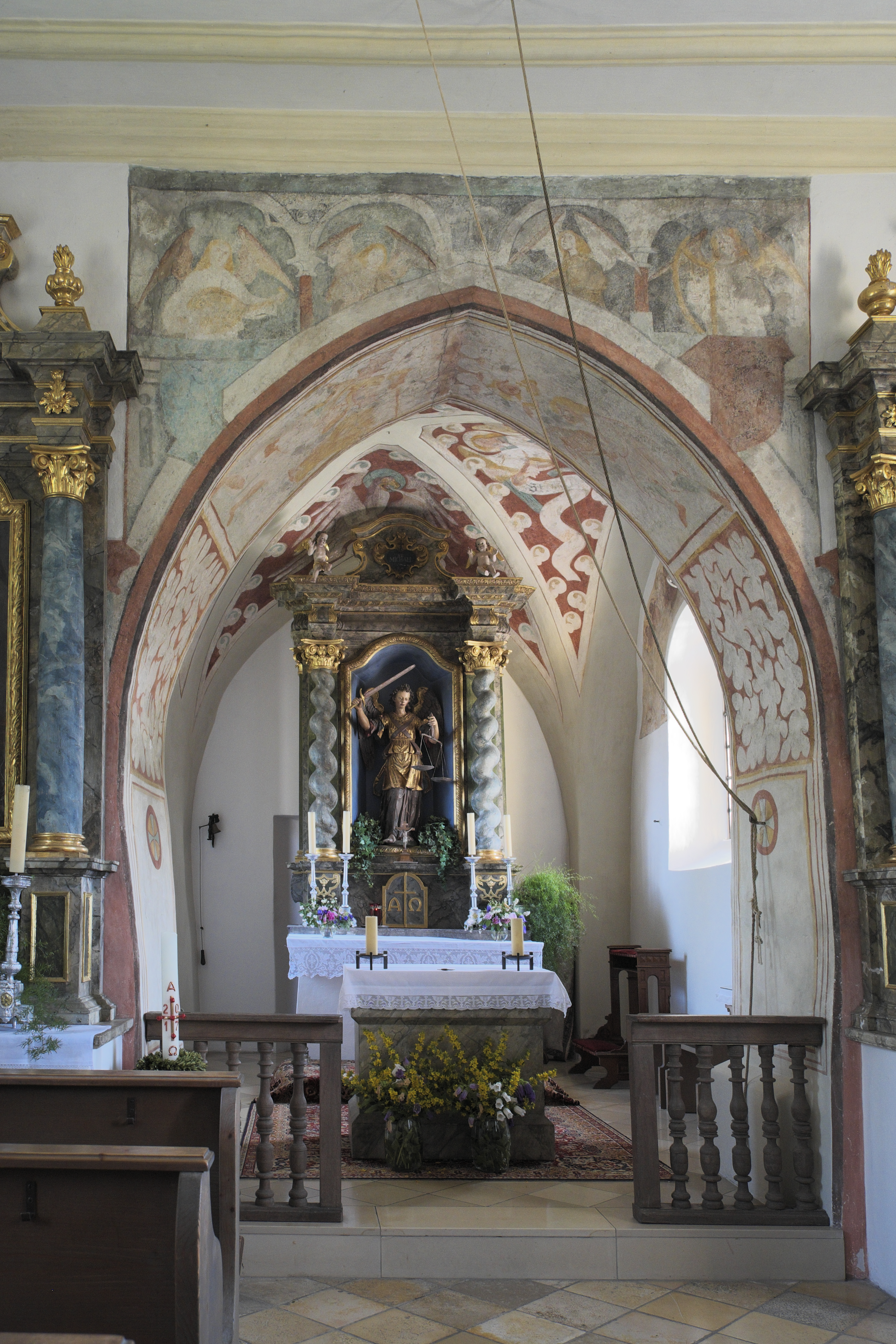
Chorbogen und Altarraum

St. Michael ist eine römisch-katholische Filialkirche der Pfarrei Ebenhausen in Zell, einem Ortsteil von Schäftlarn im Landkreis München, sie ist dem Erzengel Michael geweiht. Die Kirche steht unter Denkmalschutz.

## Geschichte
St. Michael gilt als ältestes Kirchengebäude der Gemeinde. Laut einer Tafel an der Kirche wurde sie am 1. Dezember 1206 geweiht. Die Weihe erfolgte durch Bischof Otto II. von Freising. Die Kirche wurde im 13./14. Jahrhundert wohl auf der Grundlage eines bereits vorhandenen Gebäudes errichtet. Ausbauten erfolgten im 15. Jahrhundert und 1730. 1734 wurde die Kirche nach dem Umbau in den Barockstil erneut geweiht. Der Friedhof wurde 1574 geweiht, die Friedhofsmauer 1910 errichtet. St. Michael wurde Ende der 1970er Jahre oder zu Beginn der 1980er Jahre mit Hilfe der Zeller Bevölkerung renoviert.
Die Glocken von St. Michael werden täglich zweimal per Hand geläutet, einmal um 11:00 Uhr vormittags und einmal zum Anbruch der Dämmerung.
Auf dem Friedhof von Zell sind die Schauspielerin und Puppenmacherin Käthe Kruse, ihre Tochter Maria Kruse, der Schauspieler Karl Lieffen sowie die Schauspielerin Ingeborg Lapsien bestattet.
Seit März 2021 ist auf dem Friedhof eine Gedenktafel für die im Jahr 1919 im Kloster Schäftlarn ermordeten Spartakisten zu finden. Am 29. April 1919, in der kurzen Zeit des Bestehens der bayerischen Räterepublik, waren dort 20 Spartakisten und einer Gruppe von Regierungssoldaten aufeinander getroffen. Dabei kam ein Unteroffizier der Regierungstruppen ums Leben. Einen Tag danach wurden neun Spartakisten durch ein Standgericht ohne Verhör verurteilt und am gleichen Tag erschossen. Während das Grab des Unteroffiziers im Kloster Schäftlarn bis heute erhalten blieb, wurde die Grabstätte der Spartakisten auf dem Zeller Friedhof sofort eingeebnet. Eine erste Erinnerungstafel verschwand mit der Machtergreifung der Nationalsozialisten.

## Architektur
Bei der Kirche St. Michael handelt es sich im Kern um einen romanischen Saalbau mit stark eingezogenem Rechteckchor. Daran angefügt ist die Sakristei. Die Kirche verfügt über einen Dachreiter mit Zwiebelhaube.

## Altäre
Der Hauptaltar zeigt die Figur des Erzengel Michaels, dem die Kirche geweiht ist. Der rechte Seitenaltar zeigt den Schutzengel Raphael mit Tobias, während der linke Seitenaltar abermals den Kirchenpatron Michael als Bezwinger von Luzifers abbildet.

## Fresken
In der Chorbogenlaibung finden sich Fresken mit der Darstellung Kains und Abels aus dem 13./14. Jahrhundert. Aus dieser Zeit stammt auch eine Rötelvorzeichnung an der nördlichen Chorwand. Die Fresken am Chorgewölbe und an der Südwand des Chors werden ins 15. Jahrhundert datiert. Auf dem Chorgewölbe sind die Evangelistensymbole dargestellt und an der südlichen Chorwand sind Fragmente einer Heiligenvita erhalten. An der Stirn des Chorbogens sieht man musizierende Engel.

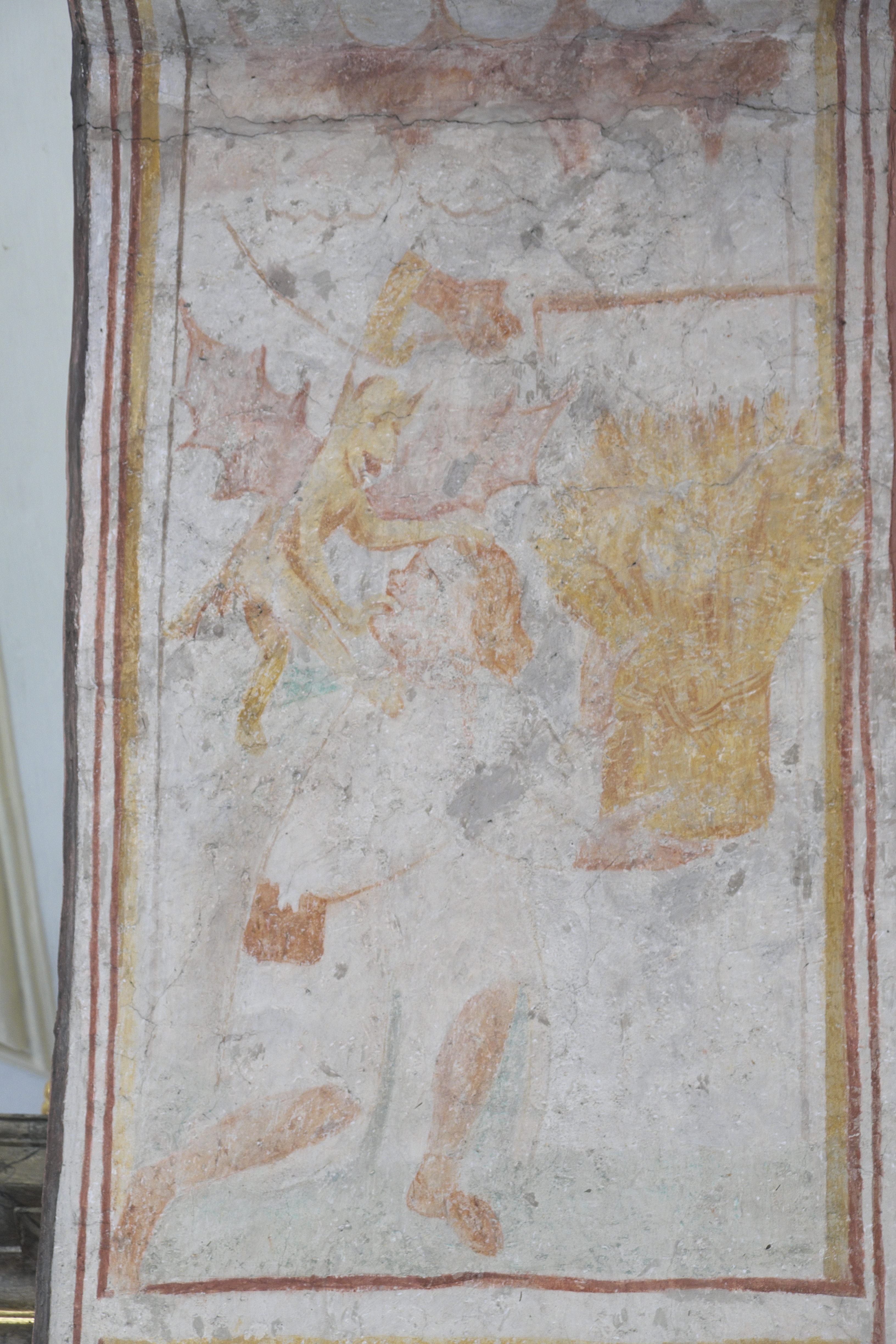
Kain
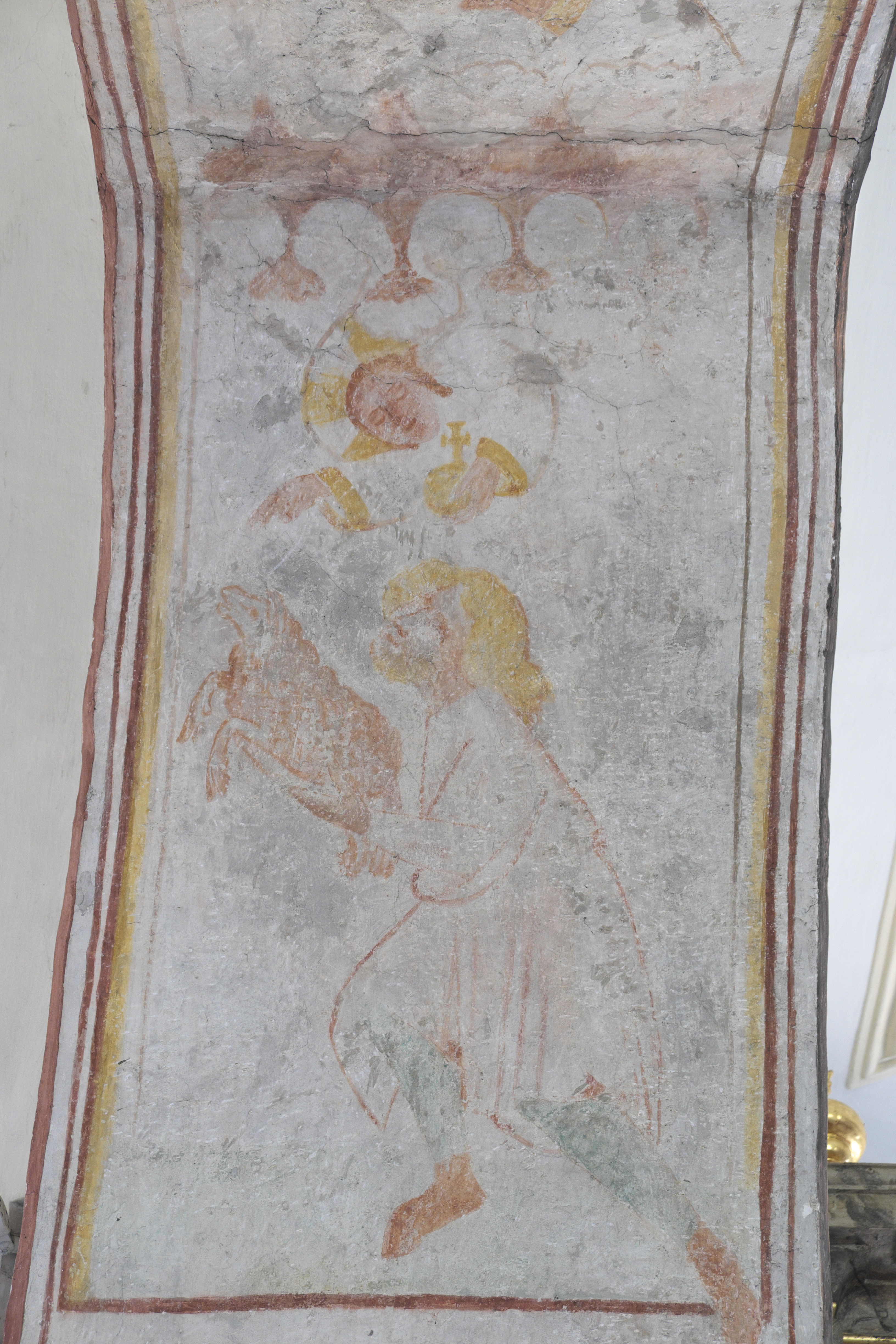
Abel
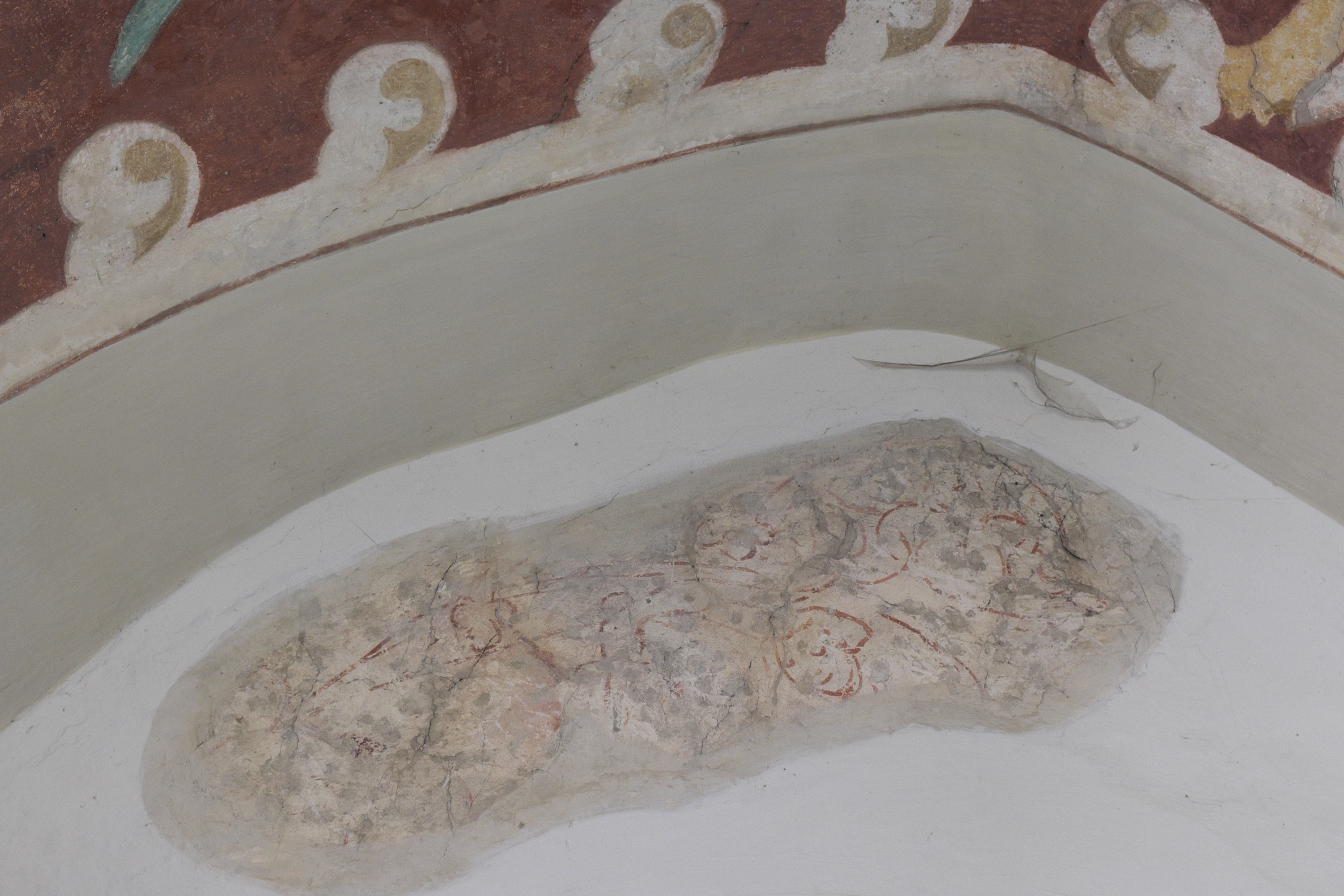
Rötelvorzeichnung
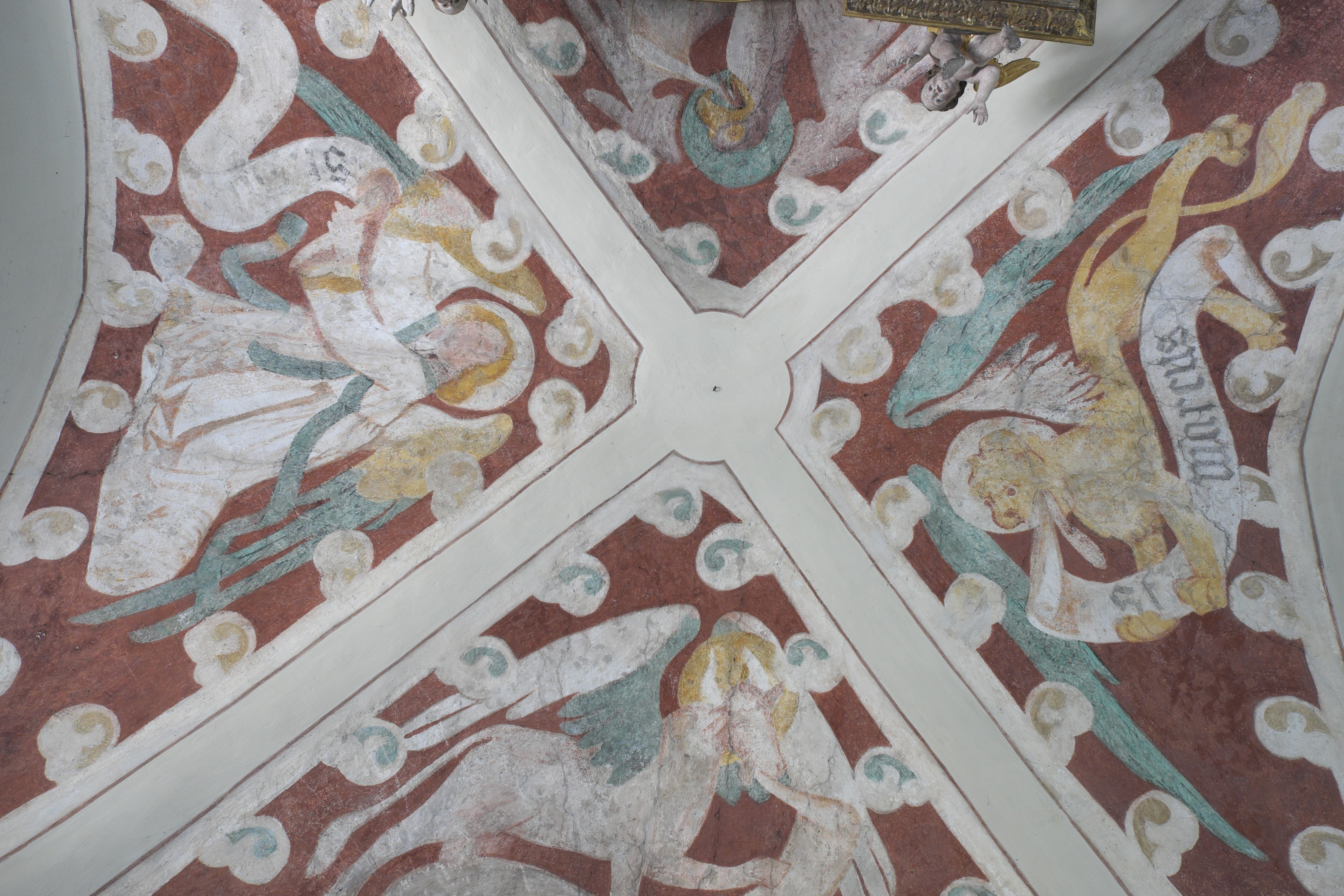
Evangelistensymbole